# Antoni Jansana i Llopart
Antoni Jansana i Llopart (Sant Andreu de la Barca, 1872 - 1944) fou un diputat i polític català.

## Biografia
Es doctorà en dret i filosofia i Lletres a la Universitat de Barcelona. Formà part del Tribunal Contenciós Administratiu de l'Audiència Provincial de Barcelona, presidí la Junta de Govern de la Societat Econòmica Barcelonesa d'Amics del País (1933-1934) i fou vicepresident de la Junta de l'Institut Agrícola Català de Sant Isidre (IACSI).
Alhora, fou membre de l'Agrupació Catalanista de Sant Andreu de la Barca i milità a la Lliga Regionalista, amb la que fou escollit alcalde de Sant Andreu de la Barca el 1894-1902, membre de la Diputació de Barcelona per Sant Feliu de Llobregat i diputat a Corts a les eleccions generals espanyoles de 1916. També fou professor a l'Escola Industrial de Barcelona, on va conèixer Pau Vila i Dinarés, president de l'Assemblea de la Mancomunitat de Catalunya sota la presidència de Josep Puig i Cadafalch, i degà del Col·legi d'Advocats de Sant Feliu de Llobregat el 1934-1944.